# Charles Bernstein (Komponist)
Charles Harold Bernstein (* 28. Februar 1943 in Minneapolis, Minnesota) ist ein US-amerikanischer Komponist für Film und Fernsehen.

## Leben und Wirken
Bereits im Alter von 16 Jahren dirigierte Bernstein eigene Orchestermusik. Nach dem Studium der Komposition an der Juilliard School wechselte er an die University of California, Los Angeles (UCLA), wo er mit verschiedenen akademischen Preisen ausgezeichnet wurde und bei Roy Harris studierte.
Mittlerweile ist Bernstein Mitglied des Vorstands der Academy of Motion Picture Arts and Sciences, der Society of Composers and Lyricists und der ASCAP sowie Vizepräsident der Academy of Motion Pictures Foundation. Weiter hat er an der Filmmusikfakultät der University of Southern California gelehrt und hält ein jährliches Seminar zur Filmmusik an der UCLA Extension.
Neben seiner Arbeit als Filmkomponist schreibt Bernstein auch Bücher zum Thema Musik, die mit dem ASCAP Deems Taylor Special Recognition Award ausgezeichnet wurden.
Bernstein komponierte über 100 Filmmusiken und ist insbesondere für seine Arbeiten in den Genres Science-Fiction und Horror bekannt. Darunter Filme wie Entity – Es gibt kein Entrinnen vor dem Unsichtbaren, das uns verfolgt (nominiert für den Saturn Award für die beste Musik), Cujo, Wes Cravens Klassiker A Nightmare on Elm Street, Die Horror-Party und Liebe auf den ersten Biss. Zudem komponierte er viel fürs Fernsehen. Für die Folge Little Miss Perfect der Serie CBS Schoolbreak Special gewann er einen Emmy. Seine Musiken für Flammen der Leidenschaft – Eine wahre Geschichte und Der Seewolf waren für einen Emmy und Escape – Die Flucht für einen Cable ACE Award nominiert.
Zurzeit lebt er mit seiner Frau Georgianne Bernstein in Los Angeles.

## Filmografie (Auswahl)
- 1969: Czechoslovakia 1968 (Dokumentarkurzfilm)
- 1972: Pigs (Daddy's Deadly Darling)
- 1973: Der Tiger hetzt die Meute (White Lightning)
- 1974: Das Gesetz bin ich (Mr. Majestyk)
- 1976: Mein Name ist Gator (Gator)
- 1978: Cowboy mit 300 PS (Steel Cowboy)
- 1979: Liebe auf den ersten Biss (Love at first bite)
- 1980: Von Küste zu Küste (Coast to Coast)
- 1982: Entity – Es gibt kein Entrinnen vor dem Unsichtbaren, das uns verfolgt (The Entity)
- 1982: Ihre letzte Chance (Independence Day, Fernsehfilm)
- 1983: Cujo
- 1984: Nightmare – Mörderische Träume (A Nightmare on Elm Street)
- 1986: Die Horror-Party (April Fool's Day)
- 1986: Der tödliche Freund (Deadly Friend)
- 1987: Der letzte Seitensprung (The Last Fling, Fernsehfilm)
- 1987: Escape – Die Flucht (The Man Who Broke 1,000 Chains, Fernsehfilm)
- 1987: Dudes – Halt mich fest, die Wüste bebt! (Dudes)
- 1990: Der Sündenfall (Fall from Grace, Fernsehfilm)
- 1990: Eine erniedrigte Frau (She Said No, Fernsehfilm)
- 1990: Abschied und Hoffnung (The Love She Sought, Fernsehfilm)
- 1990: Rose Kennedy: A Life to Remember (Dokumentar-Kurzfilm)
- 1991: …und den Weihnachtsmann gibts doch! (Yes Virginia, There Is a Santa Claus, Fernsehfilm)
- 1991: Liebe, Lüge, Mord (Love, Lies and Murder)
- 1992: Blutroter Schnee (Drug Wars: The Cocaine Cartel, Fernsehfilm)
- 1992: Der Bulle und die Stripperin (Somebody's Daughter, Fernsehfilm)
- 1993: Der Seewolf (The Sea Wolf, Fernsehfilm)
- 1993: Excessive Force – Im Sumpf der Gewalt (Excessive Force)
- 1993: Die Schwester in der Todeszelle, auch Rettung vor der Todeszelle, (Final Appeal, Fernsehfilm)
- 1994: Maya Lin: A Strong Clear Vision (Dokumentarfilm)
- 1994: Meine Welt zerbricht (My Name Is Kate, Fernsehfilm)
- 1995: Schrecken der Vergangenheit (Out of Annie's Past, Fernsehfilm)
- 1996: Death Attack – Hinterhalt in der Wildnis (Dead Ahead, Fernsehfilm)
- 1997: Nachts, wenn alles schläft (When Danger Follows You Home)
- 1998: Die Gejagte – Eine Frau kämpft um ihr Leben (The Hunted, Fernsehfilm)
- 2000: Flammen der Leidenschaft – Eine wahre Geschichte (Enslavement: The True Story of Fanny Kemble, Fernsehfilm)
- 2001: The Day the World Ended – Tod aus dem All (The Day the World Ended, Fernsehfilm)
- 2002: Sieg um jeden Preis (Crossing the Line, Fernsehfilm)
- 2004: Family Sins – Familie lebenslänglich (Family Sins, Fernsehfilm)
- 2007: Fighting Words
- 2008: Shattered!
- 2010: Street Poet
- 2010: Charlotta-TS
- 2015: Sharktopus vs. Whalewolf (Fernsehfilm)
- 2017: Liza, Liza, Skies Are Grey